# ГЕС Текезе
ГЕС Текезе — гідроелектростанція в Ефіопії. Знаходячись перед ГЕС Атбара/Сетіт, становить верхній ступінь каскаду на річці Текезе, правій притоці Атбари, яка, своєю чергою, є правою притокою Нілу.
У межах проєкту річку перекрили бетонною арковою греблею висотою 188 метрів, довжиною 420 метрів та товщиною від 6 до 28 метрів. Вона утримує водосховище з площею поверхні 147 км2 і об'ємом 9310 млн м3 (корисний об'єм 5343 млн м3), в якому припустиме коливання рівня між позначками 1096 та 1140 метрів НРМ.
У підземному пригреблевому машинному залі встановили чотири турбіни типу Френсіс потужністю по 75 МВт, які використовують напір від 120 до 163 метрів (номінальний напір 155 метрів) та забезпечують виробництво 981 млн кВт·год електроенергії на рік.
Видача продукції відбувається по ЛЕП, розрахованій на роботу під напругою 230 кВ.